# Bupleurum subuniflorum
Bupleurum subuniflorum är en flockblommig växtart som beskrevs av Pierre Edmond Boissier och Theodor Heinrich von Heldreich. Bupleurum subuniflorum ingår i släktet harörter, och familjen flockblommiga växter. Inga underarter finns listade i Catalogue of Life.